# 卡瓦尔达
卡瓦尔达（Kawardha），是印度恰蒂斯加尔邦Kawardha县的一个城镇。总人口31788（2001年）。

## 人口
该地2001年总人口31788人，其中男性16449人，女性15339人；0—6岁人口4684人，其中男2394人，女2290人；识字率66.09%，其中男性为76.00%，女性为55.46%。